# Новоникольский (Татарстан)
Новоникольский (тат. Яңа Никольский) — опустевший посёлок в Агрызском районе Республики Татарстан России. Входит в состав Новобизякинского сельского поселения.

## История
Посёлок был основан в 1910 году как хутор Мерзлякова и до 1921 года относился к Сарсак-Омгинской волости Елабужского уезда Вятской губернии. С 1927 года — в составе Агрызского района.

## География
Посёлок Новоникольский находится в северо-восточной части Татарстана, на расстоянии в 37 км к югу от города Агрыз и на расстоянии 6 км по автодорогам к северу от центра поселения, на речке Назарка.

### Часовой пояс
Посёлок Новоникольский, как и весь Татарстан, находится в часовой зоне МСК (московское время). Смещение применяемого времени относительно UTC составляет +3:00.

## Население
В 2012 году в посёлке проживало 2 человека старше трудоспособного возраста.
| 1920 | 1926 | 1938 | 1958 | 1970 | 1989 | 2002 | 2012 |
| ---- | ---- | ---- | ---- | ---- | ---- | ---- | ---- |
| 41   | 31   | 92   | 73   | 39   | 8    | 5    | 2    |

Национальный состав
Согласно результатам переписи 2002 года, в национальной структуре населения русские составляли 100 %.

## Инфраструктура
Объекты инфраструктуры в посёлке отсутствуют.

## Улицы
В посёлке одна улица — Казанская.